# Wagrien

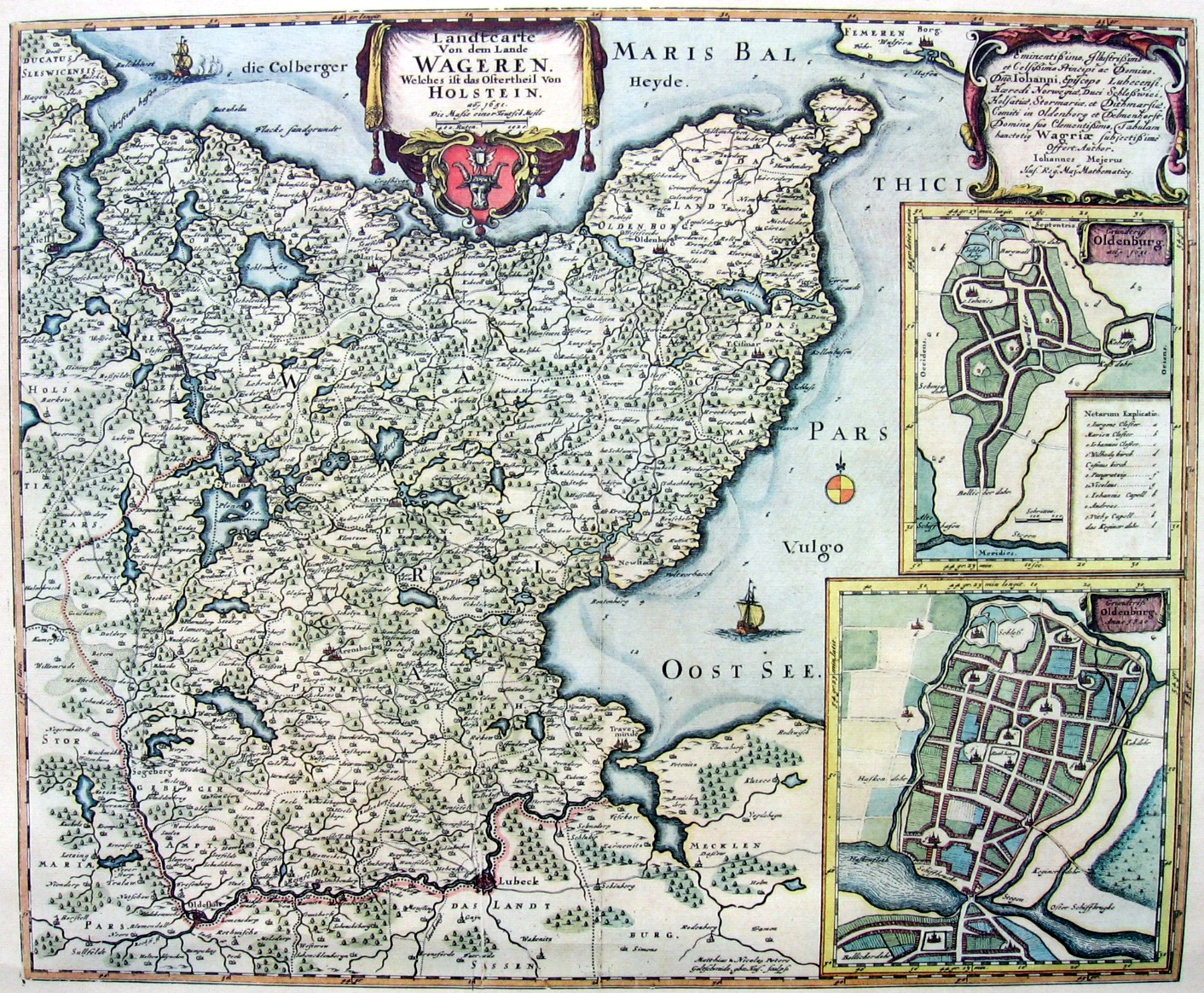
Atlas Maior, 17. Jahrhundert: Historische Karte von Wagrien

Der Name Wagrien (Waierland, Wagerland, Wagrien) bezeichnet den nordöstlichen Teil Holsteins im Bundesland Schleswig-Holstein, was ungefähr den Kreisen Plön und Ostholstein entspricht. Die höchste Erhebung der Halbinsel ist mit 168 m der Bungsberg.
Seit dem Mittelalter, und auf alten Karten noch ersichtlich, wurde Wagrien von der Kieler Förde bis zur Lübecker Bucht nach Nordosten von der Ostsee begrenzt, im Binnenland durch die Flüsse Schwentine und Trave. Heute wird meist nur die Oldenburgische Halbinsel in Ostholstein als Wagrien bezeichnet. 
Der Name Wagrien geht auf den slawischen Stamm der Wagrier zurück, der nicht nur die heutige Halbinsel Wagrien, sondern spätestens seit dem 8. Jahrhundert den gesamten Raum zwischen der Kieler Förde, der mittleren Trave und dem Unterlauf des Flusses bewohnte und zum Stammesverband der Abodriten gehörte. Die zentrale Wagrier-Burg befand sich in Oldenburg in Holstein (damals Starigard = ‚alte Burg‘), deren Wallanlage noch existiert. Wichtige Orte der Wagrier waren Oldenburg, Eutin (Utin) und Alt-Lübeck (Liubice) sowie Plön (Plune). 
Um 1140 unterwarf Graf  Adolf II. von Holstein das Gebiet mit militärischer Gewalt und führte 1143 nach dem anschaulichen Bericht des zeitgenössischen Chronisten Helmold von Bosau deutsche Siedler aus den von ihm beherrschten Gebieten Holstein und Stormarn sowie aus Westfalen und Holland herbei, um das Land Wagrien auf diese Weise zu sichern und im Rahmen des hochmittelalterlichen Landesausbaus gewinnträchtig zu erschließen:

„Daraufhin brach eine zahllose Menge aus verschiedenen Stämmen auf, nahm Familien und Habe mit und kam zu Graf Adolf nach Wagrien, um das versprochene Land in Besitz zu nehmen. Und zwar erhielten zuerst die Holsten Wohnsitze in dem am besten geschützten Gebiet westlich Segeberg, an der Trave, in der Ebene Schwentinefeld und alles, was sich von der Schwale bis zum Grimmelsberg und zum Plöner See erstreckt. Das Darguner Land besiedelten die Westfalen, das Eutiner die Holländer und Süsel die Friesen. Das Plöner Land aber blieb noch unbewohnt. Oldenburg und Lütjenburg sowie die anderen Küstengegenden ließ er von den Slawen besiedeln, und sie wurden ihm zinspflichtig.“

Die ansässigen Slawen wurden demnach also in diesen Landesausbau einbezogen und nicht vertrieben. Hierfür spricht auch, dass östlich von Kiel bis heute viele slawische Ortsnamen existieren. Die slawische Vergangenheit Wagriens wurde insbesondere von Karl Wilhelm Struve erforscht und wird im Oldenburger Wallmuseum visualisiert.

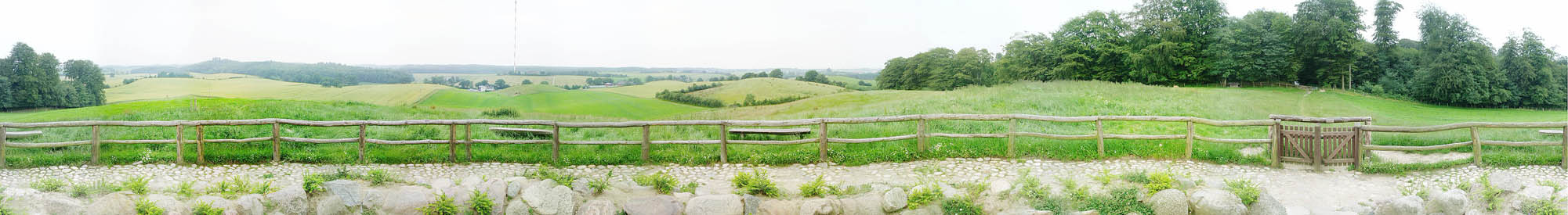
Blick vom Bungsberg über die ostholsteinische Landschaft Wagriens

## Siehe weiter
- Waräger, skan. Wikinger
- Probstei, heutige Landschaft im Kreis Plön